# Chiesa dei Santi Ermacora e Fortunato (Arta Terme)
La chiesa dei Santi Ermacora e Fortunato è la parrocchiale di Arta Terme, in provincia e arcidiocesi di Udine; fa parte della forania della Montagna.

## Storia
Anticamente ad Arta Terme sorgeva una chiesetta dedicata a Santa Margherita, documentata a partire dal Cinquecento.
Nell'Ottocento, in seguito al considerevole aumento della popolazione dopo l'apertura del centro termale, si decise di edificare una chiesa di maggiori dimensioni e più capiente; la nuova parrocchiale venne costruita quindi tra il 1850 e il 1854 e consacrata nel 1868.
Nel 1937 la facciata fu ridipinta e, alla fine del Novecento, l'edificio fu completamente ristrutturato.